# هدایت هاشمی
هدایت‌ عامل هاشمی (زادهٔ ۱۷ اسفند ۱۳۵۳) بازیگر ایرانی است.

## زندگی
هدایت‌ عامل هاشمی (هدایت هاشمی) در ۱۷ اسفند ۱۳۵۳ در سبزوار متولد شد ولی تا زمان سربازی در شهر مشهد زندگی کرده‌است و در آن جا به ورزش فوتبال نیز می‌پرداخته‌است. برادرانش هادی عامل هاشمی تیرتاجی، کارگردان تئاتر و علی عامل هاشمی، بازیگر هستند. او دارای مدرک تحصیلی «کارشناسی ارشد کارگردانی» است و از سال ۱۳۷۷ به‌طور حرفه‌ای بازی در تئاتر را آغاز کرده‌است. نخستین فیلم سینمایی با بازی وی یک بوس کوچولو به کارگردانی بهمن فرمان‌آرا است. از نقش‌های به یاد ماندنی وی می‌توان به نقش اوس موسی در سریال پایتخت اشاره کرد. او از همسر اولش یک دختر به نام اما و از همسر دومش یک دختر به نام جانا دارد.

## کارنامه هنری
- دورهمی ۱۳۹۸
- خندوانه

### تئاتر
- افرا، یا روز می‌گذرد (بهرام بیضایی ۱۳۸۷)
- رومئو و ژولیت
- یک نوکر و دو ارباب
- والس مرده‌شوران
- آبگوشت زهرماری
- آندرانیک
- لوله
- تیغ کهنه
- دن کیشوت
- دو متر در دو متر جنگ
- پینوکیو
- غولتشن‌ها
- ریش فیدل غبغب مرکل[۵]
- بوقلمون

### سینما
- یک بوس کوچولو (۱۳۸۳)
- آرام باش و تا هفت بشمار (۱۳۸۶)
- خاک‌آشنا (۱۳۸۶)
- وقتی همه خوابیم (۱۳۸۷)
- لطفاً مزاحم نشوید (۱۳۸۸)
- گل‌چهره (۱۳۸۹)
- یه حبه قند (۱۳۹۰)
- میگرن (۱۳۹۰)
- آزمایشگاه (۱۳۹۰، حضور افتخاری)
- شیر تو شیر (۱۳۹۰)
- خانه‌ای کنار ابرها (۱۳۹۲)
- محمد رسول‌الله (۱۳۹۳)
- به دنیا آمدن (۱۳۹۴)
- زندانی‌ها (۱۳۹۷)
- خداحافظ دختر شیرازی (۱۳۹۷)
- پدران (۱۳۹۸)
- قلب رقه (۱۴۰۲)

### تلویزیون
| سال       | نام                    | سمت                       | کارگردان           | توضیحات                                                     |
| --------- | ---------------------- | ------------------------- | ------------------ | ----------------------------------------------------------- |
| ۱۴۰۳      | پایتخت ۷               | بازیگر                    | سیروس مقدم         | شبکه یک/نوروز و رمضان ۱۴۰۴                                  |
| ۱۴۰۳      | فراری                  | بازیگر                    | امیر داسارگر       | شبکه یک                                                     |
| ۱۴۰۲      | ترور                   | بازیگر                    | خیرالله تقیانی پور | شبکه یک                                                     |
| ۱۴۰۱      | نجلا ۲                 | بازیگر                    | خیرالله تقیانی پور | شبکه سه / نوروز و رمضان ۱۴۰۱                                |
| ۱۴۰۰      | بوتیمار                | بازیگر                    | علیرضا نجف زاده    | شبکه سه                                                     |
| ۱۳۹۹      | نجلا                   | بازیگر                    | خیرالله تقیانی پور | شبکه سه / اربعین ۱۳۹۹                                       |
| ۱۳۹۸      | کتونی زرنگی            | بازیگر                    | علی ملاقلی پور     | شبکه سه                                                     |
| ۱۳۹۸      | وارش                   | بازیگر                    | احمد کاوری         | شبکه سه                                                     |
| ۱۳۹۷      | دختر گمشده             | بازیگر                    | احمد کاوری         | شبکه سه                                                     |
| ۱۳۹۷      | زوج یا فرد             | بازیگر                    | علیرضا نجف‌زاده     | شبکه سه / نوروز ۱۳۹۸                                        |
| ۱۳۹۶      | پایتخت ۵               | یک سکانس فقط صدایش پخش شد | سیروس مقدم         | در نوروز ۱۳۹۷ از شبکه یک                                    |
| ۱۳۹۶      | عقیق                   | بازیگر                    | بهرنگ توفیقی       | شبکه سه                                                     |
| ۱۳۹۴      | قرعه                   | بازیگر                    | برزو نیک‌نژاد       | نوروز ۱۳۹۵ / شبکه سه                                        |
| ۱۳۹۴      | پایتخت ۴               | بازیگر                    | سیروس مقدم         | در نقش «اوس موسی» / شبکه یک                                 |
| ۱۳۹۳      | گاهی به پشت سر نگاه کن | بازیگر                    | مازیار میری        | رمضان ۱۳۹۴ / شبکه دو                                        |
| ۱۳۹۲      | پایتخت ۳               | بازیگر                    | سیروس مقدم         | نوروز ۱۳۹۳ / شبکه ۱                                         |
| ۱۳۹۲–۱۳۹۱ | نوشدارو                | بازیگر                    | جواد اردکانی       | شبکه یک                                                     |
| ۱۳۹۱      | پروانه                 | بازیگر                    | جلیل سامان         | شبکه سه                                                     |
| ۱۳۹۰      | چک برگشتی              | بازیگر                    | سیروس مقدم         | نوروز ۱۳۹۱ / شبکه یک                                        |
| ۱۳۸۶      | تله‌فیلم «موتو»         | بازیگر                    | رامتین لوافی‌پور    | شبکه ۲                                                      |
| ۱۳۸۱      | تله‌تئاتر بازرس کل      | بازیگر                    | محمد رحمانیان      | نویسنده: «نیکلای گوگول» کارگردان تلویزیونی: «ساسان امیرپور» |
|           | ازدواج محرمانه         | بازیگر                    | سحر ولدبیگی        | شبکه استانی                                                 |

## جوایز
- برنده دیپلم افتخار جشنواره فیلم فجر بهترین بازیگر نقش اول مرد از بیست و هشتمین دوره جشنواره بین‌المللی فیلم فجر برای بازی در فیلم لطفا مزاحم نشوید – ۱۳۸۸
- دیپلم افتخار و دوم بازیگری، در دومین جشنواره دانشجویی فجر (خرس) ۱۳۷۹‏
- دیپلم افتخار و لوح زرین بهترین بازیگر نقش «سیاه»، یازدهمین جشنواره سنتی و آئینی (یک نوکر و دو ارباب)۱۳۸۰‏
- لوح سپاس برای حضور فعالانه در عرصه تئاتر دانشجویی، پانزدهمین جشنواره دانشجویی؛ ‏۱۳۸۱‏
- لوح تقدیر بهترین نمایشنامه‌خوانی، (صیادان) ۱۳۸۳